# Drita Islami
Drita Islami, accreditata anche come Drita Isljami (1º agosto 1996), è un'ostacolista macedone.

## Palmarès
| Anno | Manifestazione          | Sede           | Evento      | Risultato  | Prestazione | Note                                     |
| ---- | ----------------------- | -------------- | ----------- | ---------- | ----------- | ---------------------------------------- |
| 2013 | Mondiali allievi        | Donec'k        | 200 m piani | Batteria   | dq          |                                          |
| 2014 | Mondiali juniores       | Eugene         | 200 m piani | Batteria   | 25"91       |                                          |
| 2015 | Europei juniores        | Eskilstuna     | 400 m hs    | Batteria   | 1'07"55     |                                          |
| 2016 | Europei                 | Amsterdam      | 400 m hs    | Batteria   | 1'02"36     |                                          |
| 2016 | Giochi olimpici         | Rio de Janeiro | 400 m hs    | Batteria   | 1'01"18     |                                          |
| 2017 | Europei a squadre       | Marsa          | 400 m hs    | Oro        | 59"69       |                                          |
| 2017 | Europei a squadre       | Marsa          | 4x400 m     | 5ª         | 4'05"15     |                                          |
| 2017 | Europei under 23        | Bydgoszcz      | 400 m hs    | Batteria   | 1'01"22     |                                          |
| 2017 | Mondiali                | Londra         | 400 m hs    | Batteria   | 1'00"38     |                                          |
| 2017 | Universiadi             | Taipei         | 200 m piani | Batteria   | 25"04       |                                          |
| 2018 | Mediterranei under 23   | Jesolo         | 400 m hs    | dq         | dq          |                                          |
| 2018 | Giochi del Mediterraneo | Tarragona      | 400 m hs    | Batteria   | 1'00"68     | Miglior prestazione personale stagionale |
| 2018 | Europei                 | Berlino        | 400 m hs    | Batteria   | 1'02"23     |                                          |
| 2019 | Universiadi             | Napoli         | 400 m hs    | Semifinale | 59"20       | Miglior prestazione personale stagionale |
| 2022 | Giochi del Mediterraneo | Orano          | 400 m hs    | Batteria   | 59"16       |                                          |
| 2022 | Europei                 | Monaco         | 400 m hs    | Batteria   | 1'01"56     |                                          |
| 2023 | Europei indoor          | Turchia        | 400 m piani | Batteria   | 55"86       |                                          |